# أكيمي موريكاوا
أكيمي موريكاوا (باليابانية: 森川明美) هي مبارزة بالسيف يابانية، ولدت في 11 ديسمبر 1967 في أكيتا في اليابان.

## وصلات خارجية
- أكيمي موريكاوا على موقع أوليمبيديا (الإنجليزية)